# Csordás Szabolcs
Csordás Szabolcs (Szeged, 1992. június 1. –) magyar labdarúgó, a Vecsési FC középpályása.

## Pályafutása
Csordás Szabolcs a Ferencvárosban nevelkedett, később pedig megfordult az MTK és a Puskás Akadémia csapatában is. 2009-ben tagja volt a Puskás–Suzuki-kupa győztes csapatnak. Ezt követően több külföldi csapat is felfigyelt a játékára, a német VfB Stuttgartnál próbajátékon is szerepelt. 2011 júniusában öt évre aláírt a Zalaegerszeghez. A 2013–2014-es szezonban másodosztályú bajnoki címet nyert a Nyíregyháza csapatával, az idény során huszonöt alkalommal kezdőként lépett pályára a nyíregyi csapatban. 2014 nyarán szerződése lejárta után az ugyancsak másodosztályú Ajka játékosa lett, de később megfordult Csákváron, Baján és a Cegléd csapatánál is. 2017 februárjában aláírt a Soproni VSE-hez.